# 林建华
林建华（1955年10月21日—），男，山东高密人，中华人民共和国教育官员、理学博士、教授兼博士生导师。曾任重庆大学党委常委、校长（2年6个月）；浙江大学党委常委、校长（1年7个月）；北京大学党委常委、校长（3年8个月）。

## 生平
林建华中学毕业后，在1973年到内蒙古扎赉特旗巴达尔胡农场担任中学教员。据知情人透露，1976年林建华本来很有机会得到农场推荐，作为工农兵大学生到地区的一所师范学院读书，但农场领导把指标转给了他人。恢复高考后，林建华考入北京大学化学系，1978年入校，先后获得学士学位、硕士学位和博士学位。1986年，林健华博士毕业，留校任教。1988年至1993年，先后在德国斯图加特的马克斯—普朗克固体研究所、美国艾奥瓦州立大学化学系和艾姆斯国家实验室从事博士后研究。
1993年，林建华升任北京大学化学与分子工程学院副教授，1995年8月升为教授，1998年4月评为博士生导师。1997年7月至1998年6月，任北京大学化学与分子工程学院副院长。1998年6月至2001年4月，任北京大学化学与分子工程学院院长，其间，1999年2月起成为中共北京大学党委委员。2001年4月至2002年4月，任北京大学校长助理兼教务长（2002年2月起）、化学与分子工程学院院长、中共北京大学党委委员。2002年4月至2002年9月，任北京大学校长助理兼教务长、党委委员。2002年9月至2004年12月，任北京大学党委常委、副校长兼教务长。2004年12月起，任北京大学党委常委、常务副校长，2004年12月至2011年1月，兼任北京大学教务长。

### 重庆大学校长
2010年12月，任重庆大学校长。2013年3月26日，重庆大学民主湖论坛上一则名为《重大之殇——讨校长檄》的帖子引发热议，该帖矛头直指林建华推行的改革举措，但其引进高水平资源，加强本科教育，完善校园设施的改革措施却得到重大学生和年轻老师的拥护和赞赏。学校党委副书记肖铁岩、副校长孟卫东随后发帖回应，一一详解学校目前的改革发展工作，并不回避既存问题。

### 浙江大学校长
2013年6月下旬，有消息传林建华将被任命为浙江大学校长。2013年6月22日，法国浙江大学校友会会长王晓杰在其微博上发文称，受全球各地多位浙江大学校友会负责人委托，在此发表全球各地浙江大学校友会的联合声明，表达对新任校长任命的诉求及期望。与此同时，网上另有一份网名为海外求是鹰发布的名为《反对林建华先生担任浙江大学校长》的公开信流传，信中以广大浙江大学校友名义称，林建华不适合担任浙江大学校长。6月23日，浙江大学校友总会辟谣，称从未发布任何有关校领导任命的声明，并称将全力支持新任校长的工作。
2013年6月25日，重庆大学通过实名认证微博公开发布消息称，中共中央组织部干部三局巡视员、副局长赵凡在重庆大学宣布了中共中央及国务院的任免决定，周绪红担任重庆大学校长，林建华因另有任用而不再担任重庆大学校长。6月26日，中共中央组织部正式宣布任命林建华为浙江大学校长。6月29日，刚刚出任浙大校长的林建华在本科生毕业典礼致辞，却在致辞中误将“浙大”说成“重大”。“重大的血脉，将你我紧紧地联系在一起”这一口误被毕业生讥讽。
有传闻称褚健曾是抵制浙大新校长任命的“幕后推手”。2013年10月18日，浙江省人民检察院以涉嫌贪污罪对褚健立案侦查，11月5日被逮捕。2017年1月16日，在被羁押三年三个月后，褚健案在湖州中院开庭宣判，判处有期徒刑三年三个月，其表示认罪悔罪。2天之后，1月18日刑满释放，褚健回到其创办的浙大中控。

### 北京大学校长
2015年2月15日，任北京大学校长。在2018年5月4日的北京大学120周年校庆演讲中，他将“鸿鹄（hú）志”读成了“鸿浩（hào）志”而引发舆论质疑。林氏于5月5日下午在北大未名BBS上发表了一篇名为《致同学们》的公开信致歉，但因为将读错别字归咎于文革，并在信中写道“焦虑与质疑并不能创造价值，反而会阻碍我们迈向未来的脚步”，从而引发了更大争议。
2018年10月23日，林建华卸任北京大学校长职务。郝平接任北京大学校长（任期至2022年6月17日）。现任北京大学校长是龚旗煌（2022年6月17日－今）。

## 学术研究
林建华的主要研究领域为固体化学，涉及新型无机固体化合物的合成、结构和性质。近年来，主要从事过渡金属复合氧化物、新型微孔硼酸盐、稀土-过渡金属金属间化合物的合成、结构、物理和化学性质方面的研究。兼任《无机化学》副主编、《发光学报》、《光谱学与光谱分析》编委，教育部科学技术委员会副主任、中国高等教育学会理科教育专业委员会理事长、中国晶体学会理事长、北京市科协副主席。